# Samara (rappeur)
Pour les articles homonymes, voir Samara (homonymie).
Samara, de son vrai nom Samah Riahi (aussi orthographié Sameh ou Semah Riahi), est un rappeur tunisien.
Sa chaîne YouTube totalise plus d'un milliard de vues et rassemble plus de 4 millions d'abonnés, faisant de lui « le meilleur rappeur de Tunisie » selon DJ First Mike.
Il a signé avec le label Red Diamond Tunisia.

## Biographie
Samara Riahi est originaire de Menzel Bourguiba, une ville du gouvernorat de Bizerte. Sa mère est Jalila Dridi.

## Carrière musicale
En août 2019, Samara se produit au festival El Jem World Music.
En novembre 2022, le rappeur français JuL annonce un featuring avec Samara sur son nouvel album Cœur blanc.
Le 7 mai 2023, alors qu'il devait se produire dans une salle de cocktails à Villeneuve-Saint-Georges, Samara, victime de son succès, fait face à une foule de fans en délire et est contraint de se réfugier dans un bureau mitoyen. Le 30 août, Samara se produit au théâtre de Carthage.
Le 20 février 2024, Samara et Lotfi Bouchnak collaborent sur une chanson soutenant la cause palestinienne. En mai, avec l'album Trafiquant et les titres Katana et Wasitkom, il se classe à la 22e place du classement de Billboard Arabia, le plaçant ainsi parmi les 100 meilleurs artistes arabes. En août, Billboard Arabia lance le classement des 50 meilleures chansons de hip-hop ; Samara atteint la première place avec son titre Souk, entré dans le Billboard Hot 100 à la quinzième place la semaine suivant sa sortie, avant d'atteindre la treizième position la semaine suivante, marquant ainsi sa meilleure performance.
Samara est nommé aux Billboard Arabia Music Awards lors de leur première édition organisée fin 2024 dans les catégories « chanson maghrébine » et « hip-hop arabe » (premier artiste et meilleur artiste).

## Démêlés judiciaires
Le 8 septembre 2018, Samara est arrêté à Métlaoui (gouvernorat de Gafsa) à bord d'une voiture, aux côtés de trois comparses, après que la police a découvert de la cocaïne dans le coffre du véhicule. Pour ce délit, la chambre correctionnelle du tribunal de première instance de Gafsa condamne Samara à un an de prison, sentence confirmée par la cour d'appel. Les compagnons du chanteur écopent chacun de six mois de prison. L'avocate et l'épouse de l'un d'entre eux sont à leur tour inquiétées par la justice. Samara reçoit le soutien de plusieurs autres artistes.
Le 9 mai 2021, alors qu'il s'apprête à s'envoler pour la Tunisie, Samara est arrêtée par la police émiratie au sein de l'aéroport international de Dubaï. Selon la mère de l'artiste, un différend personnel avec un homme d'affaires jordanien serait à l'origine de ce règlement de comptes. Quelques minutes avant l'interpellation, Samara, apeuré et ému, publie une vidéo dans laquelle il affirme que quelqu'un « cherche à le tuer ».
Le 13 décembre 2022, Samara est appréhendé, en même temps que trois autres individus, par les forces de l'ordre à son domicile dans le gouvernorat de Nabeul pour détention de produits stupéfiants et de comprimés. Selon son avocate, maître Souad Bakeur, les pilules sont à usage médical. Le rappeur est libéré le lendemain.

## Albums
- 2014 : Tchek One
- 2016 : Cuba[22]
- 2017 : Lasmer
- 2022 : 7 Years
- 2023 : Twins, Amsterdam, Conan
- 2024 : Trafiquant
- 2024 : Zayn

## Singles en solo
- 2015 : Dorema (avec Tchiggy et Cha9cha9), La7chouma
- 2017 : Houma Skhouna
- 2021 : Je Remercie La Vie, Zid L'Whisky
- 2022 : Paranoia, Freestyle 30 Janvier
- 2023 : 2 Frères, Omi L7aja, Pour Les Gang, Kima Khalitni, 6G, Très Jolie, Twahachtek Barcha, Kasa Ki, Amg 2, 7050, Palestine, Quavo, Frontière, Semah, Hermano, Lii, Feeling 2, Twahachtek Barcha, Marbella, 7050, Haram, Dhekrayet, Ena, Black Diamond (avec Mr Mustapha), Vélo, Hamdoulah, Trafiquant, Code, Kol Youm, Layam
- 2024 : 22, Classe S, Liman Yahomouhou El Amr (avec Lotfi Bouchnak), Wasitkom, Smile, Katana, Souk, Saha Merci, Chopard, Émotion, La Vie d'artiste, Dream, 2Pac, Akhir Halka, Magic, Saha, La Monas, Le Sa, Mansit, Ta3ref, Hermès, Lion, Feu Rouge (avec Baya), Zalame, Ekher Far7a, Les Traces, Pendejo, Piano, Finance, Contrat, Zidou Bakouni, Bonne Nuit, 3rou9i, Last Night, R.S, La Zipette